# Мађарска вижла
Мађарска вижла (лат. Canis Ovilis Fenyesi) је оригинална мађарска ловачка врста паса. Ова раса је позната као изврсна за лов али такође због своје нарави и као пас који ужива у породичном животу са људима. Мађарска оштродлака вижла је креирана током 1930их година укрштањем мађарске краткодлаке вижле и немачког оштродлаког птичара.

## Основно

### Величина
Вижла је пас средње величине. Оштродлака вижла је мало виша од краткодлаке вижле. Просечне димензије ове пасмине су:
- Мужјак
  - Висина 22 - 25 инчи (56 - 63.5 сантиметара)
  - Тежина 45 - 65 фунти (20 - 29 килограма)
- Женка
  - Висина 21 - 24 in. (53 - 61 cm)
  - Тежина 40 - 55 lb (18 - 25 kg)

## Историја

### Краткодлака вижла
Краткодлака мађарска вижла се сматра старом врстом мађарског ловачког пса. Ова врста се помиње и у времену досељавања Мађара на данашње просторе панонске низије. Примарна боје ове расе је била жута и браон. Оригинална врста је одумрла, само је остао потомак чији је представник данашња мађарска вижла. Најстарији помен ове расе се налази у мађарској илустрованој хроници Chronicon Pictum између 1100. и 1200. године. На слици где се приказује сусрет Хунора и Магора са чудесним јеленом види се и слика претка данашње мађарске вижле. Такође је у препискама мађарских племића често спомињана вижла.
У време турских освајања у крајевима панонске низије се појавио жути турски ловачки пас који се укрстио са тадашњом вижлом и учествовао у обликовању особина данашње вижле. По подацима који потичу из 1731. године, мађарска племићка породица Зај (Zay) је прва почела са узгојем ове расе. По том податку у ову расу је била укључена и шпанска вижла енглеског порекла. Тада је још постојала и вижла кестењасте боје. Током 19. века је у укрштање и узгој ове врсте укључен птичар и немачки краткодлаки птичар.
Током двадесетих година двадесетог века се започело са вођењем књига и родослова сваког појединачног пса а 1928. године су уведени и стандарди за ову пасмину. Најзад 1935. године ова пасмина је стављена и у ФЦИ и тиме званично призната као аутохтона.

## Нарав
Вижла је темепераментан и енергичан пас који захтева велику количину физичке активности и то не уобичајене шетње на повоцу, већ трчања и тренинга у природном окружењу, који треба да траје један до два сата дневно. Управо због такве природе не препоручује се власницима који живе у стану.
Вижла тежи да буде што више у близини свог власника и само у том случају биће срећна. Чак и када постоји двориште, њено место је у кући уз власника за кога ће се прилепити попут лепка и пратити га као сенка. Изузетно је одана, брижна и нежна, а уколико нема довољно пажње цвилеће и умиљавати се како би је добила. 